# Tommy Cooper
Thomas Frederick Cooper (19 de marzo de 1921,  Caerphilly, Gales-15 de abril de 1984, Londres), conocido como Tommy Cooper, fue un comediante e ilusionista británico.

## Biografía
Los padres de Cooper fueron Thomas H. Cooper, un sargento de origen galés, y Gertrude C. Wright, de origen inglés. La familia se mudó a Exeter (Devon) cuando Cooper tenía tres años de edad. 
Estudió en el Mount Radford School, y ayudaba a sus padres a atender su camioneta de venta helados, con la cual acudían a ferias los fines de semana. A los 8 años de edad, una tía suya le compró un juego de magia, con el cual pasó horas perfeccionando los trucos. De este modo la magia entró en su familia, y su hermano abrió una tienda de artículos de magia en la década de 1960 llamada D. & Z. Cooper's Magic Shop.

### Segunda Guerra Mundial
Tras sus estudios, trabajó en un astillero en Hythe, Hampshire, Reino Unido, y en 1940 fue alistado como soldado en el regimiento Royal Horse Guards del Ejército Británico durante la Segunda Guerra Mundial. Sirvió inicialmente en la 7.ª División Blindada a las órdenes de Bernard Law Montgomery en Egipto. Cooper formó parte de la organización Navy, Army and Air Force Institutes, encargada del entretenimiento del personal militar, con el fin de actuar utilizando la comedia y la magia como entretenimiento para la tropa. Una tarde en El Cairo, durante un número en el cual debía utilizar un salacot, o casco colonial, el cual había olvidado llevar, Cooper tomó un fez de un camarero, consiguiendo grandes risas por parte del público. A partir de este incidente se formaron dos de las características de sus actuaciones: el siempre presente fez y su aptitud para la comedia slapstick.

### Carrera
Cuando fue desmovilizado tras siete años de servicio, Cooper empezó a trabajar en el mundo del espectáculo en la Nochebuena de 1947. Así, trabajó en teatros de variedades por el país, y en el Teatro Windmill de Londres hacía 52 shows semanales.
Cooper había mejorado sus habilidades como ilusionista, y era miembro del The Magic Circle, especializándose en hacer trucos de magia "fallidos". Para mantener en alerta a la audiencia, Cooper hacía sus trucos cuando eran menos esperados.
Con esta  característica de sus actuaciones, llegó a ser una primera figura en la disciplina, pero fue su trabajo televisivo el que le dio fama a nivel nacional. Tras su debut en el programa de la BBC New to You en marzo de 1948, pronto empezó a protagonizar sus propios shows, y fue conocido entre el público a lo largo de cuatro décadas, sobre todo gracias a su participación en la London Weekend Television entre 1968 Y 1972 y en Thames Television entre 1973 y 1980.
Cooper era bebedor y fumador, y su salud se resintió a finales de la década de 1970, sufriendo un infarto agudo de miocardio en 1977 mientras se encontraba en Roma, donde actuaba en un show. Sin embargo, a los tres meses estaba de vuelta en la televisión trabajando en Night Out at the London Casino. Hacia 1980, debido a su alcoholismo, Thames Television no le dio ninguna otra serie como protagonista, y Cooper's Half Hour fue la última. Sin embargo, siguió actuando como invitado en otros programas, y trabajó con Eric Sykes en dos producciones de Thames en 1982: The Eric Sykes 1990 Show y It's Your Move.

### Alcoholismo
El alcoholismo de Cooper se incrementó y tuvo un efecto devastador en su familia, casi arruinando su carrera. Aunque inicialmente bebía para rebajar la ansiedad de salir en escena, a mediados de la década de 1970 el alcohol había empezado a erosionar su profesionalidad y, aunque seguía siendo popular, el público empezaba a distanciarse. Su ligera incoherencia había sido parte de su espectáculo, pero ahora las palabras daban un efecto embarazoso. Su salud se iba deteriorando y, luchando contra su creciente obesidad, comenzó a ingerir fármacos para adelgazar, que mezclaba con hipnóticos.  
Además, sufría indigestión crónica, lumbalgias y ciática, bronquitis (fumaba 40 cigarrillos diarios) y severos problemas circulatorios en las piernas. Cuando Cooper se dio cuenta de la importancia de su adicción, disminuyó el consumo, reviviendo la energía de sus actuaciones. Sin embargo, nunca llegó a dejar la bebida, y en algún show tuvo fallos que pudieron incluso llegar a afectar a la seguridad de terceras personas.

## Fallecimiento
El 15 de abril de 1984 sufrió un infarto agudo de miocardio frente a millones de espectadores, a mitad de su actuación en directo en el programa de variedades de la London Weekend Television Live From Her Majesty's. Su asistente sonrió cuando él cayó, creyendo que era un chiste. Así mismo, los espectadores rieron cuando se caía, hasta que se hizo aparente que estaba seriamente enfermo. En ese momento el director del programa, Alasdair MacMillan, indicó a la orquesta que tocara música para hacer una pausa comercial mientras Cooper era trasladado tras los telones, donde recibió RCP. El cuerpo no fue retirado del escenario, y el show siguió mientras se intentaba reanimar al artista. En una segunda pausa comercial fue trasladado al Hospital Westminster, donde se declaró su fallecimiento.
Sus restos fueron incinerados en el Crematorio Mortlake de Londres.
Cooper había estado casado con Gwen, y tuvo dos hijos, Thomas Henty, quien falleció cuatro años después de su muerte, y Vicky.

## Estatua
Se instaló una estatua de Tommy Cooper en su localidad natal, Caerphilly, el 23 de febrero de 2008, siendo inaugurada por Sir Anthony Hopkins, patrocinador de la The Tommy Cooper Society. La estatua fue esculpida por James Done.